# Fray Junípero
Junípero, conocido como Fray Junípero (en italiano: Fra Ginepro) (fallecido en 1258), llamado "el juglar de Dios," fue uno de los seguidores iniciales de San Francisco de Asís. No se conoce mucho acerca de Junípero de antes de que se uniera a la fraternidad. En 1210, fue recibido en la Orden de Frailes Menores por el mismo San Francisco. «¡Quién me diera un bosque de estos  juníperos!», solía decir San Francisco.
San Francisco lo envió a establecer conventos para los frailes en Gualdo Tadino y Viterbo. Cuando Clara de Asís estaba en el lecho de muerte, Junípero la consoló. Junípero está enterrado en Basílica de Santa María en Aracoeli en Roma. Su fiesta se celebra el 29 de enero.
Junípero Serra (1713–1784), nacido Miquel Josep Serra i Ferrer, tomó su nombre religioso en honor de Fray Junípero cuando fue recibido en la Orden.

## La historia de la pata del cerdo
Muchas historias acerca de Junípero en Las florecillas de San Francisco (Fioretti di San Francesco) ilustran su generosidad y simpleza. Quizás una de las más famosas es la historia de la pata de cerdo.
Una vez que Junípero estaba visitando a un hombre que estaba enfermo, le preguntó si podía hacer algo por él. El hombre le comentó que quería comer una pata de cerdo, por lo que Junípero partió a buscarla. Después de capturar a un cerdo en un campo cercano, le cortó una pata y la cocinó para el hombre. Cuando el dueño del cerdo se enteró, montó en cólera y fue a alegarlo a San Francisco y a los otros frailes, llamándolos ladrones y rechazando el pago. San Francisco reprochó a Junípero y le ordenó disculparse ante el dueño del cerdo y compensarlo. Junípero, sin entender por qué el dueño estaría enojado frente tal acto de caridad, fue donde él y le contó la historia de la pata de cerdo, de tal manera que parecía como que le había hecho un favor a aquel hombre.
Cuando el hombre reaccionó con rabia, Junípero pensó que lo había malentendido, por lo que simplemente repitió la historia con gran celo, lo abrazó, y le rogó al hombre que diera el resto del cerdo por caridad. A este punto el corazón del dueño cambió, y dio el resto del cerdo como lo pidió Junípero. La historia de Junípero y la pata de cerdo fue representada en la película de Roberto Rossellini Francisco juglar de Dios (1950).

## Los bienes de Fray Junípero
En otra ocasión, Junípero fue obligado a dejar de dar su túnica a personas pobres semidesnudas que encontraba en su camino. Deseando obedecer a su superior, Junípero le comentó a un hombre en necesidad, que no podía darle su túnica, pero que no haría nada si el hombre se la quitaba. Con el tiempo los frailes aprendieron a no dejar nada al alcance de Junípero, porque él probablemente lo regalaría.

## Silencio por 6 meses
Una vez determinó fray Junípero guardar silencio seis meses, de este modo: El primer día por amor del Padre celestial. El segundo por amor de su Hijo Jesucristo. El tercero por amor del Espíritu Santo. El cuarto por reverencia a la Virgen María, y prosiguiendo así, cada día por amor de algún santo siervo de Dios, estuvo seis meses sin hablar, por devoción.

## Su humildad
Muchos ejemplos pueden darse que reflejan la humildad de este personaje, a continuación, se mencionaran algunos:

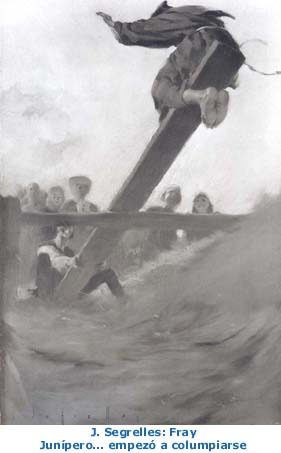

1.- Fray Junípero, conocido por su santidad, llegó a Roma, donde la gente lo recibió con gran devoción. Aprovechando la situación, convertir aquella devoción en burla y escarnio propio. Observó a dos muchachos jugando en un columpio, se unió a ellos, y comenzó a columpiarse. La multitud, al verlo, se sorprendió, pero le mostró respeto y esperó a que terminara para acompañarlo al convento.
Fray Junípero, sin hacer caso de la devoción que le mostraban, continuó columpiándose con entusiasmo. Algunos en la multitud se cansaron y comenzaron a criticarlo, mientras que otros, más devotos, permanecieron hasta que finalmente se marcharon, dejándolo solo.
Satisfecho con el hecho de haber provocado burla y menosprecio, Fray Junípero continuó su camino hacia el convento con humildad y mansedumbre, una vez que la multitud se había ido.
2.- Fray Junípero se quedó solo en el convento mientras los demás frailes salieron. El Guardián le pidió que preparara comida para cuando regresaran. Fray Junípero aceptó y, en lugar de hacer solo lo necesario, decidió preparar una gran cantidad de comida para los próximos quince días. Salió al pueblo, consiguió ollas grandes, carne, verduras, y cocinó con entusiasmo, aunque de una manera muy desorganizada, dejando los pollos sin desplumar y los huevos con cáscara.
Cuando los frailes regresaron, uno de ellos, conocido por entender la simpleza de fray Junípero, observó cómo el fraile cocinaba con un gran fervor y se divirtió con la escena. Informó a los demás que fray Junípero estaba haciendo una gran cantidad de comida.
Al final, fray Junípero llevó la comida al refectorio. La comida, sin duda en mal estado, fue presentada con orgullo, pero los frailes la encontraron incomible. El Guardián, enfadado por el desperdicio, reprendió severamente a fray Junípero. Este, arrepentido y humillado, se postró en el suelo y confesó su culpa, comparando su falta con delitos graves.
A pesar de la desaprobación inicial, el Guardián reconoció que el esfuerzo de fray Junípero, aunque mal ejecutado, reflejaba una gran sencillez y caridad. Al final, el Guardián expresó que preferiría que fray Junípero desperdiciara comida de esta manera, si eso significaba mantener su admirable sencillez y dedicación.

## Fundación convento
Fray Hernán de Bratislavia cuenta una anécdota sobre fray Junípero, quien, junto con otros frailes, fue enviado a fundar un convento. Durante el viaje, fray Junípero fue designado para obtener lo necesario para el grupo. Al llegar a un pueblo a la hora de comer, fray Junípero empezó a gritar en el dialecto local:
- "Non nu albergate?" (¿No nos hospedáis?)
- "Non nu recivate?" (¿No nos recibís?)
- "Non nu fate bene?" (¿No nos hacéis bien?)
- "Non bene vestitu?" (¿No es bien empleado?)

Sus compañeros se avergonzaron y le reprendieron por no buscar sustento, pero fray Junípero insistió en seguir gritando, ya que había sido elegido procurador.
Los habitantes del pueblo, sorprendidos por el comportamiento y el hábito de los frailes, se preguntaron qué ocurría. Fray Junípero explicó que eran pecadores y penitentes que no merecían hospitalidad. Movido por la humildad y sinceridad de fray Junípero, el hombre les ofreció comida y alojamiento, invitándolos a regresar siempre que lo necesitaran.
Más tarde, cuando los frailes continuaron su viaje, llegaron a un castillo. El diablo, disfrazado de hombre, advirtió al señor del castillo que cuatro frailes con un hábito extraño eran traidores que intentaban traicionarlo. El señor mandó a sus hombres a vigilar y, al ver a los frailes, los apresaron y atacaron ferozmente. Fray Junípero, con gran valentía, se ofreció al castigo, mientras sus compañeros esperaban la muerte.
El señor, al ver su actitud, sospechó que no podían ser traidores y, aunque los dejó ir, mandó golpear severamente a fray Junípero. Este, agradecido, se levantó, agradeció al señor y continuó su camino con los demás frailes.
Tiempo después, el señor visitó el nuevo convento y fray Junípero, reconociéndolo, envió un regalo en agradecimiento por el servicio recibido. Al enterarse de quién había enviado el regalo, el señor se sorprendió al descubrir que fray Junípero era el fraile a quien había golpeado. Fray Junípero explicó que su "enemigo" era su propio cuerpo, el cual había aprendido a dominar gracias al castigo recibido.
El señor, avergonzado, pidió perdón y, a partir de entonces, trató a todos los frailes con gran amabilidad, hospedándolos y tratándolos como amigos.